# Matteo l'eremita
San Matteo l'eremita (in arabo القديس مار متى الناسك‎?; in siriaco Mor Mattai; fl. IV secolo) è stato un religioso siriaco.
È venerato come santo dalla Chiesa ortodossa siriaca e la sua festa è il 18 settembre.

## Agiografia
Matteo nacque all'inizio del IV secolo in un villaggio a nord di Amida, in una famiglia cristiana. Studiò presso il Monastero dei Santi Sergio e Bacco per sette anni, dopodiché divenne monaco presso il Monastero di Zuqnin e fu ordinato presbitero. Dopo l'ascesa al trono dell'imperatore Giuliano l'Apostata nel 361 e la successiva persecuzione del cristianesimo, Matteo e altri monaci fuggirono nell'impero sasanide e si insediarono sul monte Alfaf. Matteo praticò l'ascetismo in una grotta sulla montagna e divenne famoso come operatore di miracoli.
Avendo fatto un sogno in cui un angelo lo istruiva a cercare Matteo, Behnam, figlio del re Sinharib di Assur, incontrò il santo e discusse insieme a lui del cristianesimo. Consapevole della reputazione di Matteo come taumaturgo, il principe gli chiese di unirsi a lui al suo ritorno ad Assur e di guarire sua sorella Sara dalla lebbra, cosa che accettò. Matteo incontrò Behnam e Sara fuori dalla città di Assur e guarì la sua malattia. Behnam, Sarah e quaranta schiavi successivamente si convertirono al cristianesimo e il santo li battezzò. 
In seguito, Matteo tornò nella sua grotta sul monte Alfaf. Sinharib scoprì la conversione dei suoi figli e tutto il gruppo subì il martirio mentre tentava di fuggire da Matteo sul monte Alfaf. Il re impazzì e fu portato sul luogo della morte dei martiri dalla madre di Behnam. Matteo incontrò Sinharib e la regina lì e guarì il re dalla sua follia. Tornarono ad Assur, il santo battezzò Sinharib e sua moglie e, su richiesta di Matteo, il re costruì un monastero sul monte Alfaf, che in seguito divenne noto come Monastero di San Matteo. Matteo risiedette nel monastero fino alla sua morte e vi fu sepolto.